# Aelurillus plumipes
Aelurillus plumipes là một loài nhện trong họ Salticidae.
Loài này thuộc chi Aelurillus. Aelurillus plumipes được Tord Tamerlan Teodor Thorell miêu tả năm 1875.